# Лінія Макнамари
Лінія Макнамари (англ. McNamara Line) — поширена назва інженерного бар'єра, що будувався збройними силами США в 1967-1968 роках під час війни у В'єтнамі.

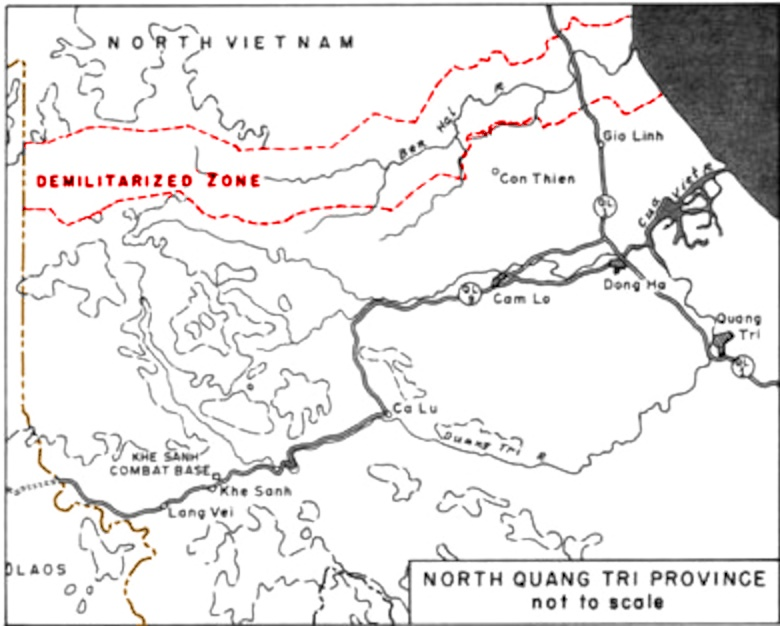
Демілітаризована зона і південні підступи до неї

## Проєкт
Під час В'єтнамської війни більшість підрозділів Армії Північного В'єтнаму проникали до Південного В'єтнаму по «стежці Хо Ші Міна», що пролягала через Лаос, що дозволяло обходити демілітаризовану зону (ДМЗ) між двома частинами країни. У 1966 році американський професор Роджер Фішер запропонував побудувати на південь від ДМЗ і на території Лаосу бар'єр для запобігання інфільтрації, який би поєднував в собі мінні поля та укріплені споруди з високотехнологічними датчиками, які попереджають про наближення ворога. Ідею підхопив міністр оборони США Роберт Макнамара.
Проект бар'єра на території Південного В'єтнаму мав кодове позначення «Dye Marker». Передбачалося очистити від рослинності смугу вздовж демілітаризованої зони шириною до 1 км. На ній встановлювалися дротяні загородження і закладалися численні мінні поля. Сейсмічні та акустичні датчики мали попереджати про появу противника американські підрозділи, розміщені на військових базах уздовж лінії. Будівництво велося силами морської піхоти США, яка несла відповідальність за північні провінції Південного В'єтнаму.

## Будівництво
Відразу після початку спорудження бар'єра виникли труднощі. У вересні вся увага морської піхоти була прикута до військової бази Контхієн, оточеної північнов'єтнамськими силами. На початку 1968 року будівництво було призупинено через облогу бази Кхесань і початку Тетського наступу, під час якого морська піхота була залучена в запеклі бої за місто Хюе, захоплене супротивником. Влітку 1968 морська піхота отримала наказ про зміну своєї стратегії дій — відмову від оборони баз уздовж демілітаризованої зони й початку високомобільних операцій, що само по собі суперечило ідеї, що закладалася в бар'єрі. «Лінія Макнамари» так ніколи й не була добудована і введена в експлуатацію. Це не завадило в'єтнамським джерелам повідомляти про успішний прорив лінії під час Пасхального наступу 1972 року.

## У Лаосі
На території Лаосу концепція Макнамари передбачала широке використання електронних датчиків, що розкидають з літаків або встановлювалися американськими групами спеціального призначення. Ці датчики активно застосовувалися для наведення американської авіації на північнов'єтнамські вантажівки на «стежці Хо Ші Міна».